# Rheumaptera hypolopha
Rheumaptera hypolopha là một loài bướm đêm trong họ Geometridae.